# Romsdalsfjord
Le Romsdalsfjord (fjord de Romsdal) est un fjord norvégien situé dans le comté de Møre og Romsdal.
Le fjord, de 94 km de longueur, est le 11e plus long fjord de Norvège. 